# Augochloropsis cyclis
Augochloropsis cyclis är en biart som först beskrevs av Joseph Vachal 1903.  Augochloropsis cyclis ingår i släktet Augochloropsis och familjen vägbin. Inga underarter finns listade.